# Egon Terzetta
Egon Terzetta (Valona, 2 luglio 1899 – Genova, 16 agosto 1964) è stato un calciatore italiano, nato nell'Impero austro-ungarico.

## Biografia
Egon Terzetta nasce sotto l'Impero austro-ungarico da famiglia di origini veneziane.
A 9 anni viene inviato all'Accademia Militare di Vienna (Militar Oberrealschule – Marburg) dove rimane sino ai 18 anni completando la sua formazione accademica e temprando il proprio corpo e il proprio carattere con le abitudini che lo faranno diventare un atleta di primo ordine.
Figlio di un agente marittimo, viene avviato alla carriera professionale nelle varie destinazioni che la necessità degli incarichi richiedeva, destinato comunque al Mediterraneo Orientale e al Mar Nero dove pur con le varie dislocazioni temporanee stabilisce sin dall'inizio degli anni '20 a Varna, in Bulgaria, la sua residenza stabile e formando lì la sua famiglia.
Grande appassionato delle discipline sportive e della vita all'aria aperta, pratica con successo lo sport del calcio inizialmente nella squadra FC "Ticha" e in seguito nel 1921 per la squadra FC "Vladislav" di Varna diventando il capitano della squadra e vincendo la prima coppa del Campionato Bulgaro (la Coppa dello Tzar) per due anni consecutivi (1925-1926). Finisce la carriera agonistica nel 1928 a causa di un infortunio subito durante una partita.
Egon Terzetta è stato il primo giocatore nella storia della squadra a vincere la Coppa dello Tzar il 30 agosto 1925 e per questo è ancora molto stimato dai tifosi di Černo More Varna Le drammatiche vicende del secondo conflitto mondiale e degli anni successivi ne interrompono tutte le attività e determinano successivamente l'abbandono definitivo di Egon Terzetta dalla Bulgaria.
Trasferitosi negli anni successivi alla guerra a Genova per riprendere gli incarichi di agente marittimo, muore il 16 agosto 1964 all'età di 65 anni.
È sepolto al Cimitero monumentale di Staglieno, a Genova.